# Blida
Ne doit pas être confondu avec Ville rose.
Blida (prononcé [bli.da]), en arabe : البليدة, surnommée « La Ville des Roses », est une commune de la wilaya de Blida, dont elle est le chef-lieu, en Algérie.
Située au contact de l'Atlas blidéen et de la Mitidja, Blida est fondée au XVIe siècle pour accueillir des immigrés andalous. Étant la capitale de la région de Mitidja, elle est la cinquième ville du pays pour le nombre d'habitants et son unité urbaine compte 331 779 habitants en 2008.

## Géographie

### Localisation
La commune de Blida est située au centre de la wilaya de Blida. La ville est située à 47 km au sud-ouest d'Alger, et à 26 km au nord-est de Médéa, sur la bordure Sud de la plaine de la Mitidja à 22 km de la mer. L'unité urbaine s'étend en outre de la commune de Blida sur les communes suivantes : Ouled Yaïch, Soumaa, Bouarfa, Beni Mered et Guerouaou.
| Oued Alleug | Beni Tamou | Beni Mered  |
| Chiffa      | Blida      | Ouled Yaïch |
| Chiffa      | Bouarfa    | Chréa       |

### Relief et hydrologie
La ville de Blida est située au pied du versant nord de l'Atlas blidéen et au Sud de la plaine de la Mitidja, à une altitude de 260 mètres. Elle est localisée sur un cône de déjection construit par l’oued Roumman-El Kebir.

### Climat
L'Atlas tellien protège la ville des vents secs du sud en provenance des Hauts Plateaux. Cette protection permet à la région de bénéficier d'un climat méditerranéen propice à l'agriculture. La classification de Köppen est de type Csa. La température moyenne est de 17,9 °C et la moyenne des précipitations annuelles avoisine les 800 mm.
| Mois                              | jan. | fév. | mars | avril | mai | juin | jui. | août | sep. | oct. | nov. | déc. | année |
| --------------------------------- | ---- | ---- | ---- | ----- | --- | ---- | ---- | ---- | ---- | ---- | ---- | ---- | ----- |
| Température minimale moyenne (°C) | 9    | 9    | 11   | 12    | 15  | 18   | 21   | 21   | 20   | 17   | 13   | 10   | 15    |
| Température moyenne (°C)          | 12   | 12   | 14   | 16    | 18  | 21   | 24   | 25   | 23   | 20   | 15   | 12   | 18    |
| Température maximale moyenne (°C) | 15   | 16   | 17   | 20    | 22  | 25   | 28   | 29   | 27   | 23   | 18   | 15   | 21    |
| Précipitations (mm)               | 116  | 85   | 92   | 64    | 58  | 26   | 2    | 4    | 34   | 66   | 114  | 130  | 791   |

| Diagramme climatique                                  |       |        |        |        |        |       |       |        |        |         |         |
| J                                                     | F     | M      | A      | M      | J      | J     | A     | S      | O      | N       | D       |
| 159116                                                | 16985 | 171192 | 201264 | 221558 | 251826 | 28212 | 29214 | 272034 | 231766 | 1813114 | 1510130 |
| Moyennes : • Temp. maxi et mini °C • Précipitation mm |       |        |        |        |        |       |       |        |        |         |         |

### Transports
La ville est desservie par :
- l'autoroute Est-Ouest, à 3 km au nord de la ville, reliant Oran à l'ouest ;Sétif, Constantine et Annaba à l'est, et la capitale Alger située à 50 km ;
- la route transsaharienne, à l'ouest de la ville, permettant l'accès aux villes du Sud du pays ;
- la gare ferroviaire avec de multiples navettes sur Alger ;
- le téléphérique vers Chréa

### Localités de la commune

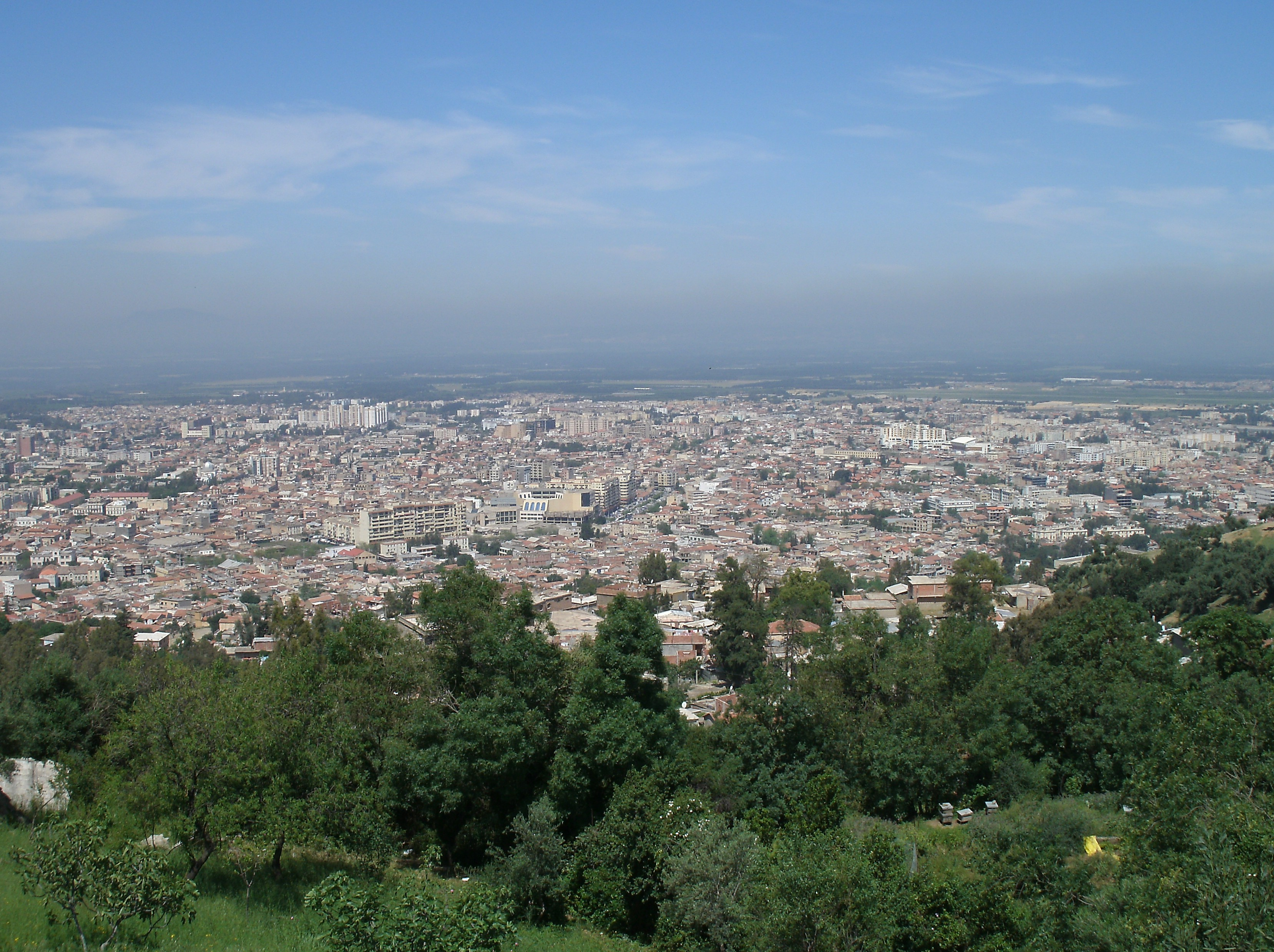
La ville de Blida vue du piémont de Chréa

Lors du découpage administratif de 1984, la commune de Blida est constituée à partir des localités suivantes :
- Blida
- Bouarfa
- Sidi El Kebir
- Tafraout
- Nader Ourou
- Hannous (partie basse)
- Taberkachent
- Timizert
- Dardara
- El Kennar
- Sidi Fergani
- Aïn Soltane
- Imma Mghita
- Cheikh Benaïssa
- Hamalite
- Kamariz
- Agba El Hamra
- Ben Boulaïd
- Zabana (anciennement Joinville)
- Sidi Abdelkader
- Ben Achour
- Maramane
- Beni Sbiha I
- Kessasma
- Oued Abarar

## Toponymie
Le mot Blida vient de l'arabe classique boulayda qui signifie petite ville ou petite contrée, qui est le diminutif de Bilad (pays, contrée), il devient en arabe dialectal Blida, ce terme est employé durant la colonisation française. La ville est également surnommée Ourida (petite rose).

## Histoire
Aucun centre antique n’a précédé la ville. On l’a identifiée avec la ville de Mitidja connue au Moyen Âge et qui était ruinée lors des campagnes des Beni Ghania.

### Période ottomane

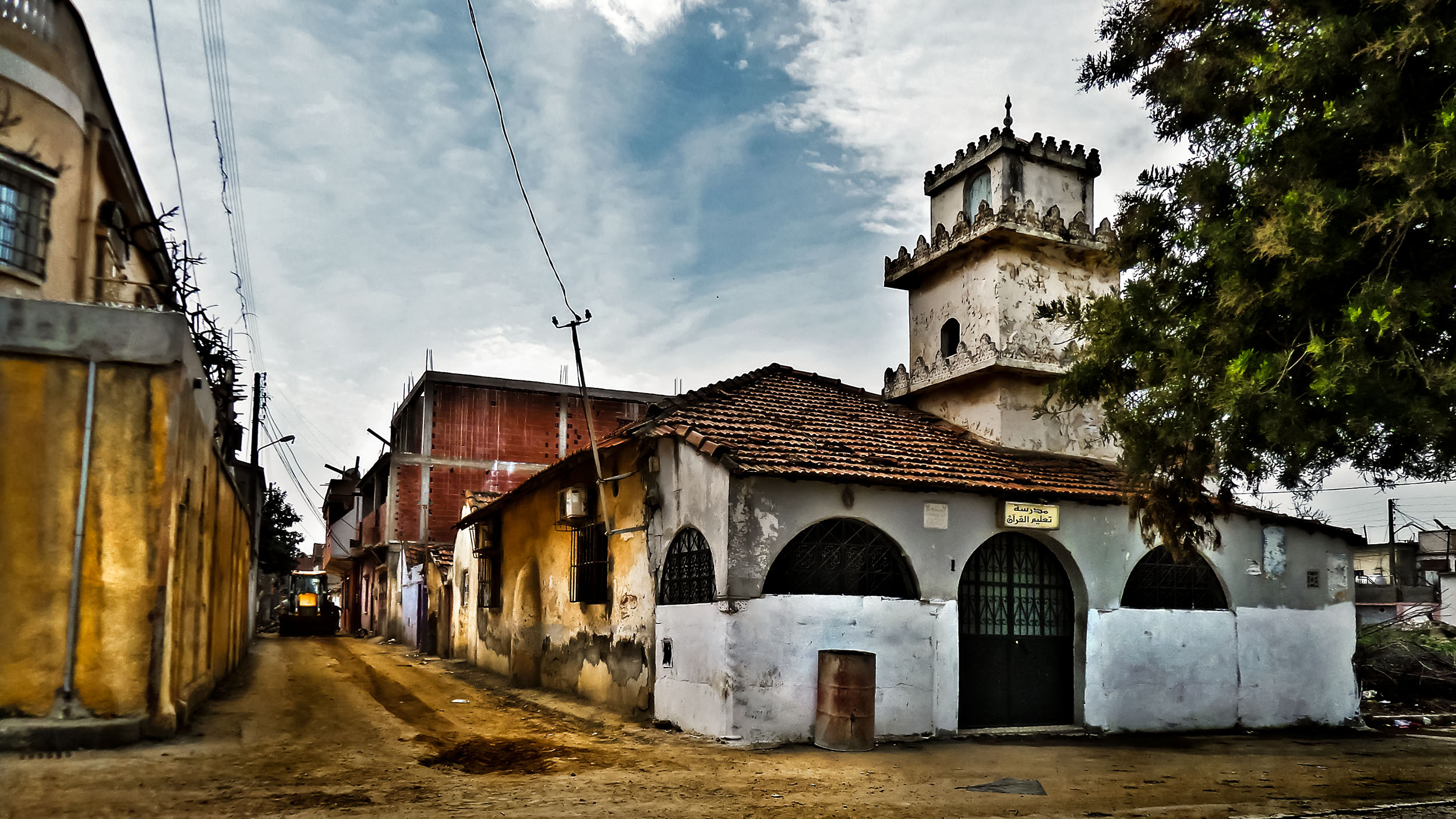
Vieille école coranique.

La ville de Blida est fondée au XVIe siècle par le marabout: Sidi Ahmed el Kabir avec la participation de musulmans andalous qui s'installent à Ourida (premier nom de Blida) et transforment alors les terres incultivables en vergers grâce aux plantations d'orangers et l'art de l’irrigation. Ils apportent également à la région, l'art de la broderie sur cuir,.
La légende locale attribue à Sid Ahmed Ben Youcef surnommé el Kebir des origines andalouses, mais il est originaire du Sahara occidental. À la demande de Barberousse qui a fourni les finances nécessaires des caisses de la régence d'Alger, il créa le noyau de la ville de Blida pour accueillir des réfugiés andalous. Selon la tradition orale, il s'écria en contemplant la ville : « On t'appelle El-Blida (petite ville), je t'appelle El-Ourida (« la petite rose ») ».
Sous la domination ottomane, Blida faisait partie du Dar Es-Soltane, et était gouverné par un ḥākim. La ville s'agrandit, elle devient un lieu de repos et de prédilection des souverains turcs d'Alger. Les Ottomans bâtissent des portes monumentales (Bab) à chacune des entrées, Bab el Dzair, Bab el Rahba, Bab el Sebt, Bab el Zaouia, Bab el Kseb, Bab el Kebor et Bab el Kouikha, ces portes n'existent plus de nos jours. Sa population étaient composée des descendants des Andalous, de Maures, de Juifs et de Mozabites.
Ville de plaisir, et de beauté ; la ville était également menacée, car soumise à d'incessants tremblements de terre. En 1817, une épidémie de peste a fait 70 à 100 morts par jour durant un an. En mars 1825, un tremblement de terre détruit la ville causant un grand nombre de victimes.

### Période de la colonisation française

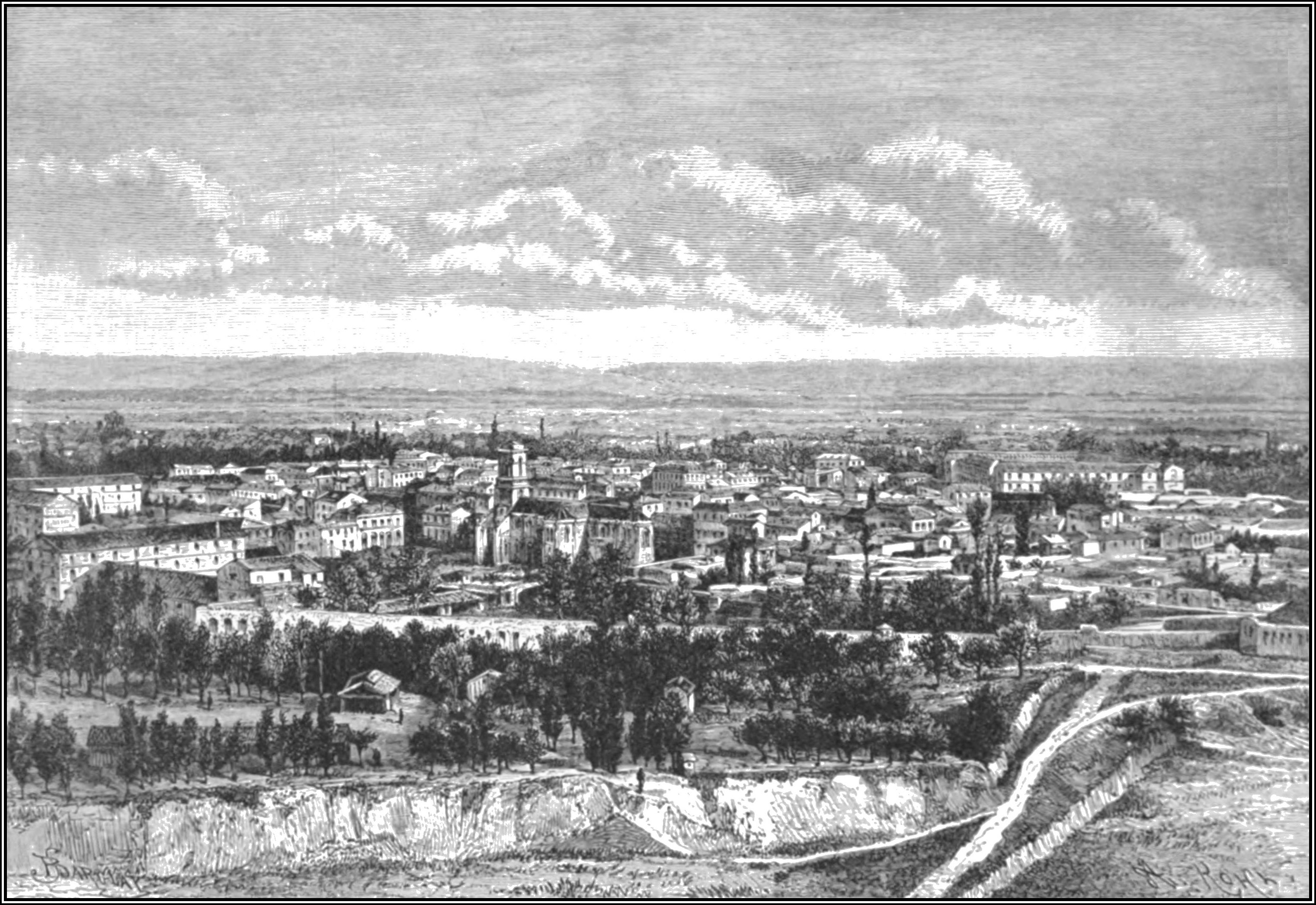
Vue de la ville de Blida au XIXe siècle.

En 1830 débute la conquête de l'Algérie par la France. Après l’occupation d’Alger, Blida résiste à une première expédition en juillet de la même année. Puis, au mois de novembre, sous les ordres du général Bertrand Clauzel, une nouvelle tentative débouche sur le massacre de huit cents habitants non armés, en représailles à la mort de vingt et un soldats français, tués au combat.
Blida reste encore quelque temps indépendante sous l’administration de ses hakims, jusqu'à son contrôle par les troupes françaises en 1839. Elles bâtissent de grandes casernes militaires, Blida devenant ainsi une ville garnison de l’armée française pendant toute la durée de la colonisation française. 
Détruite par le séisme de 1825, Blida est reconstruite par les Français selon un plan d'urbanisation hippodamien moderne (rues à angle droit et maisons basses). Aux portes de la ville, trois villages de colonisation sont créés : Joinville et Montpensier en 1843 et Dalmatie en 1844. En 1848, elle est érigée en municipalité. Le plus grand hôpital psychiatrique d'Algérie et même d'Afrique s'y ouvre en 1933. Sa population est de 61 600 en 1950. C'était la seconde ville du département d'Alger.

### Période de l'Algérie indépendante

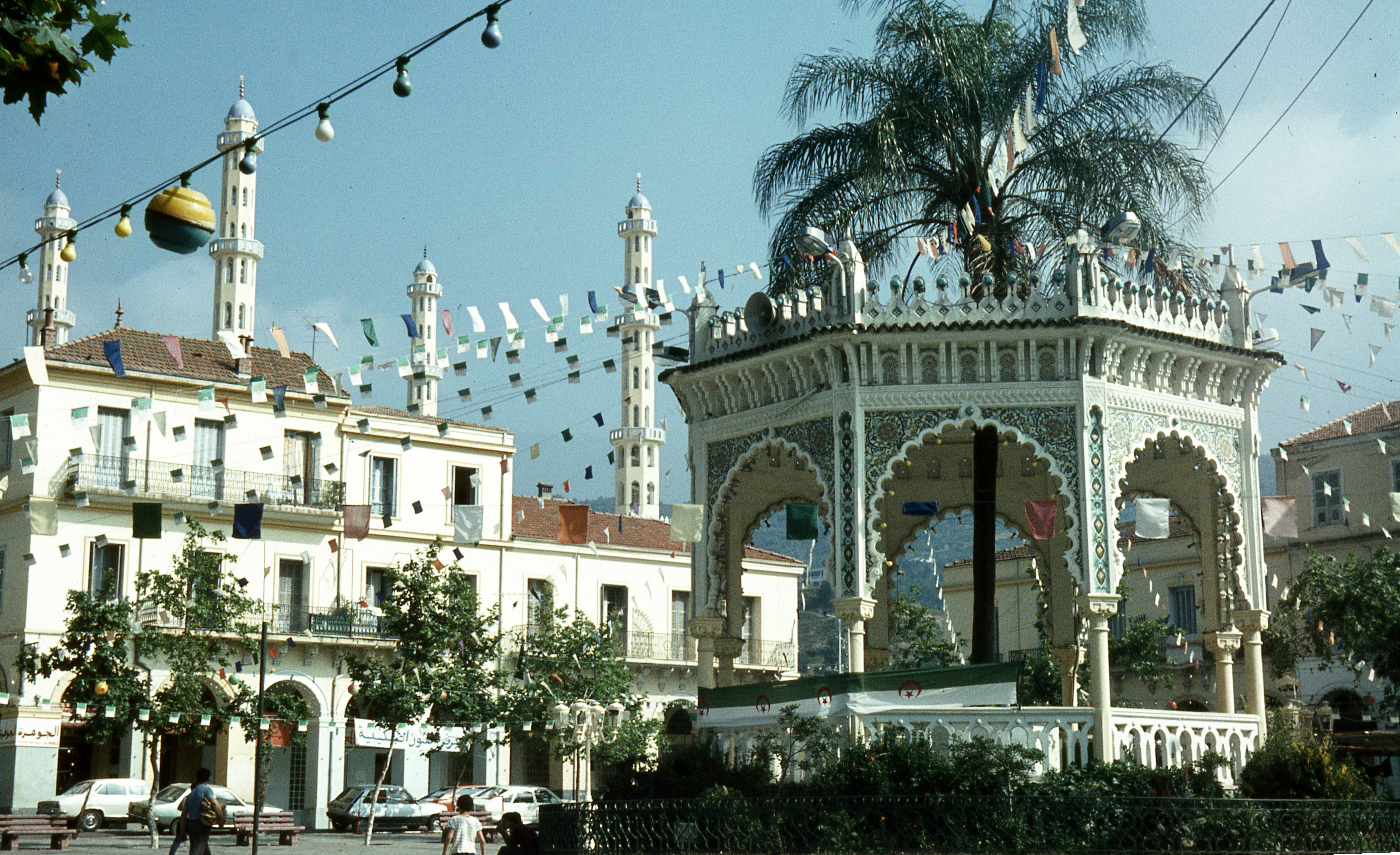
Kiosque de la place du 1er novembre, au centre de Blida.

Après l'indépendance de l'Algérie , Blida, ancienne sous-préfecture du département d'Alger, devient chef-lieu de wilaya en 1974. Elle devient en quelque sorte la capitale de la Mitidja. Toutefois, en raison de sa proximité avec l’agglomération algéroise, Blida sert d’un doublet à Alger ; elle accueille des fonctions et équipements qui ne trouvent plus place dans la capitale. Elle abrite une université, un centre national de maintenance de la Sonatrach, des zones d’habitat nouvelles destinées à absorber la population attirée par la capitale. L’intense trafic quotidien entre les deux villes traduit ce rôle de doublet.
La ville connut un exode rural important. Elle passe de la 9e ville du pays par la taille en 1954, au 5e rang en 1977, 6e en 1987 et 5e en 2008. Cette progression démographique s'est accompagnée par des problèmes de logement, malgré les programmes de grands ensembles réalisés par l'État. La poussée urbaine a provoqué l'intégration dans le tissu urbain des vieux noyaux anciens villages coloniaux et le développement incontrôlé de constructions illicites.

## Démographie

### Évolutions
|                                                                      | 12 939 | 12 711 | 15 792 | 18 024 |
| Commune                                                              | 1884   | 1892   | 1897   | 1902   |
|                                                                      | 20 702 | 22 911 | 25 283 | 29 057 |
| Population 1884 ; population 1892 ; population 1897; population 1902 |        |        |        |        |

Selon le recensement général de la population et de l'habitat de 2008, la population de l'unité urbaine de Blida est évaluée à 331 779 habitants, alors que celle de la commune de Blida est de 163 586 habitants contre 116 949 en 1977 :
| 1846   | 1847  | 1853  | 1856  | 1875   | 1881   | 1886   | 1892   | 1896   | 1899   | 1901   |
| ------ | ----- | ----- | ----- | ------ | ------ | ------ | ------ | ------ | ------ | ------ |
| 20 000 | 7 487 | 8 619 | 9 702 | 15 600 | 22 844 | 24 200 | 23 700 | 25 300 | 27 800 | 29 100 |

| 1906   | 1911   | 1921   | 1926   | 1931   | 1936   | 1948   | 1954   | 1960   | 1966   | 1974    |
| ------ | ------ | ------ | ------ | ------ | ------ | ------ | ------ | ------ | ------ | ------- |
| 33 300 | 35 500 | 36 486 | 24 800 | 39 400 | 40 179 | 61 600 | 67 900 | 93 000 | 99 200 | 108 900 |

| 1977    | 1987    | 1998    | 2008    | 2014    | - | - | - | - | - | - |
| ------- | ------- | ------- | ------- | ------- | - | - | - | - | - | - |
| 116 949 | 127 284 | 144 225 | 163 586 | 176 767 | - | - | - | - | - | - |

### Pyramide des âges
La répartition de la population de la commune par tranches d'âge est, en 2008, la suivante :
- 49,55 % d’hommes (0 à 9 ans = 9,53 %, 10 à 19 ans = 9,45 %, 20 à 29 ans = 8,83 %, 30 à 39 ans = 7,47 %, 40 à 49 ans = 6,29 %, 50 à 59 ans = 4,08 %, 60 à 69 ans = 2,25 %, 70 à 79 ans = 1,40 %, plus de 80 ans = 0,25 %) ;
- 50,45 % de femmes (0 à 9 ans = 9,04 %, 10 à 19 ans = 9,05 %, 20 à 29 ans = 9,27 %, 30 à 39 ans = 7,96 %, 40 à 49 ans = 6,25 %, 50 à 59 ans = 3,97 %, 60 à 69 ans = 2,43 %, 70 à 79 ans = 1,55 %, plus de 80 ans = 0,31 %).

| Hommes | Classe d’âge | Femmes |
| ------ | ------------ | ------ |
| 0,25   | 80 et +      | 0,31   |
| 1,40   | 70 à 79 ans  | 1,55   |
| 2,25   | 60 à 69 ans  | 2,43   |
| 4,08   | 50 à 59 ans  | 3,97   |
| 6,29   | 40 à 49 ans  | 6,25   |
| 7,47   | 30 à 39 ans  | 7,96   |
| 8,83   | 20 à 29 ans  | 9,27   |
| 9,45   | 10 à 19 ans  | 9,05   |
| 9,53   | 0 à 9 ans    | 9,04   |

## Économie

### Tourisme

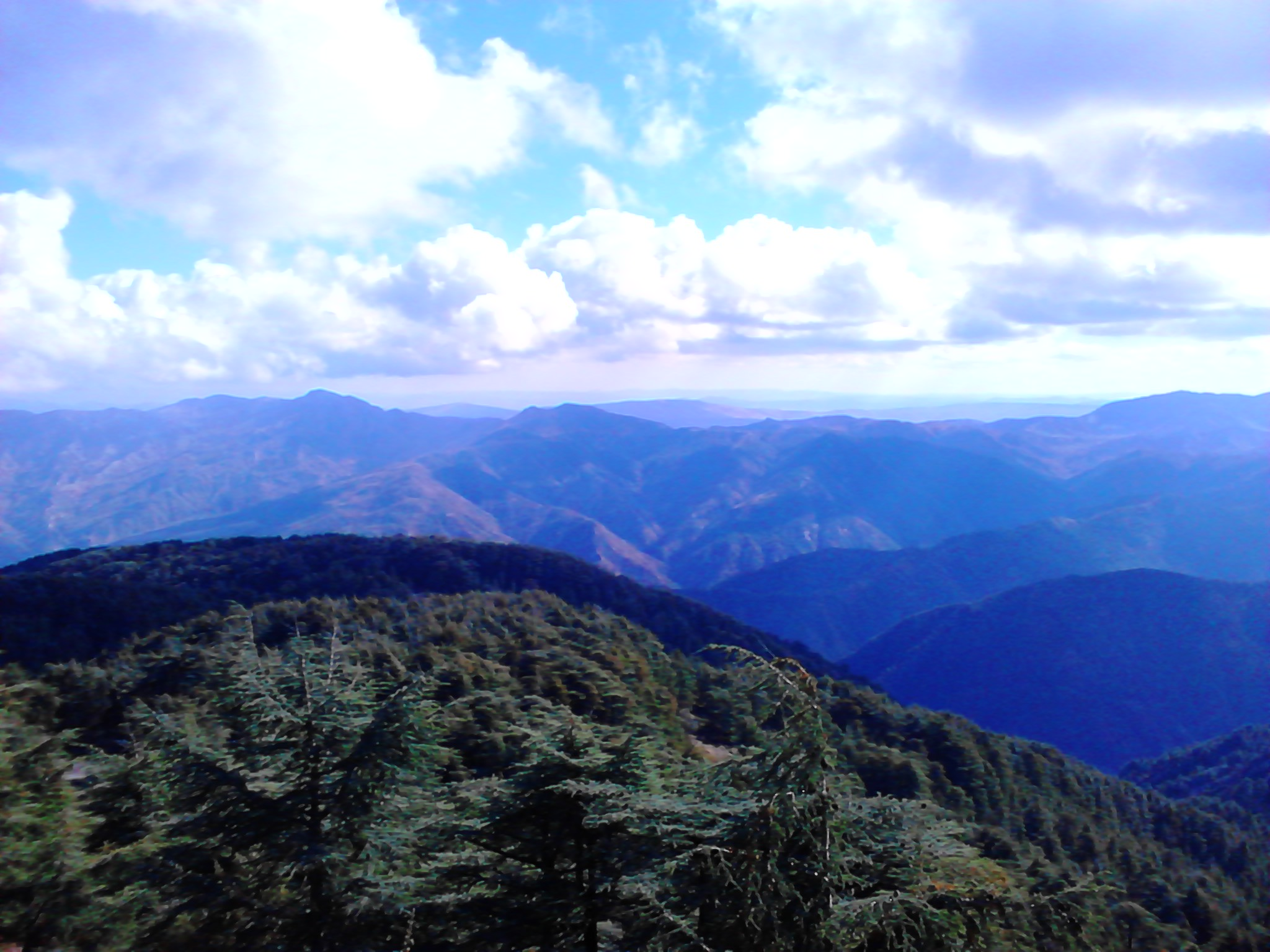
L'Atlas blidéen qui domine la ville.

La station de ski de Chréa est proche de Blida.
La cité possède un parc d'attraction dans la zone militaire de Blida à la sortie Ouest, lieu de repos familial, où les familles peuvent admirer les montagnes verdoyantes qui surplombent la ville. Ce dernier est à l'abandon depuis fort longtemps.

## Administration et politique

### Prison et tribunal
La prison militaire de Blida construite à la fin des années 1980 est située à proximité du Tribunal militaire de la 1ère Région militaire de l'armée algérienne.

## Enseignement

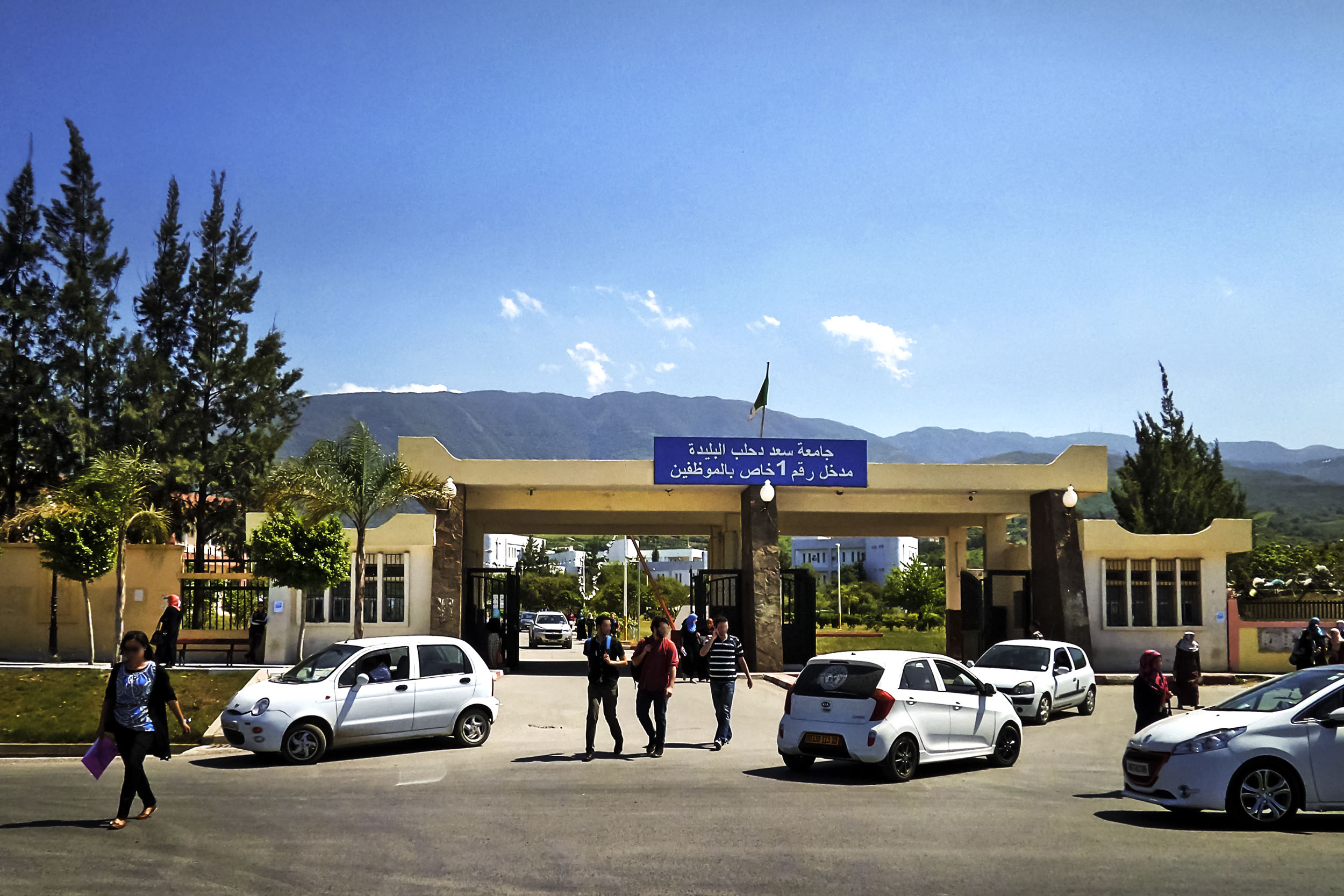
Université Saad Dahleb.

La wilaya de Blida dispose de deux universités, et de plusieurs instituts de formation professionnelle, dont le CHU/ESH Frantz Fanon. Le 08 septembre 1981, le Centre Universitaire de Blida C.U.B. ouvre ses portes. Au titre de cette rentrée historique, le nombre des étudiants inscrits s’élevait à 526, pour un effectif enseignant de 57 dont 17 étrangers. Le C.U.B. devient en août 1989 l'Université de Blida .
Baptisée: l'Université Saâd Dahlab de Blida (USDB), c'est une université nationale à caractère public, elle est située dans le quartier de Ouled Yaïch sur la route de Soumâa. Récemment, un autre nouveau pôle de l'université a été construit au niveau de la ville d'El Affroun, disposant de plusieurs facultés et de cités universitaires.
En 2013, l'Université Blida 1 a été scindée en deux campus: 1 et 2. L'Université de Blida 1 a hérité de l'ancienne Université de Blida; son site situé sur la route du Soumâa et a gardé le nom de Saâd Dahlab ainsi que la moitié des facultés. L'Université de Blida 2 baptisée Lounici Ali, est située au niveau du site d'El Affroun et a hérité de la moitié des autres facultés de l'ancien campus.

## Vie quotidienne

### Culture

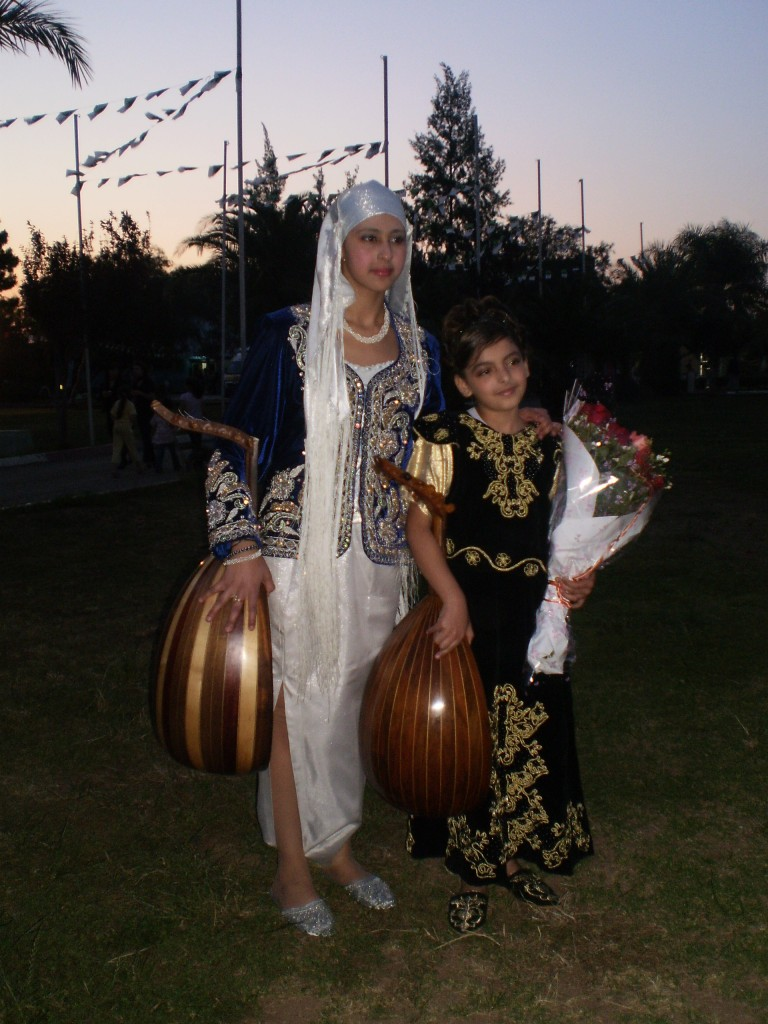
Musiciennes en costume traditionnel

Ville d'art et de traditions, Blida accueille la musique arabo-andalouse, et se rattache à la sanâa d'Alger, mais revendique une « autonomie » relative. Un festival de la musique aroubi est organisé dans la ville, ainsi que des journées du hawzi, chaque année.
Blida a préservé plusieurs métiers traditionnels à l'instar de la distillation de l'eau de rose, la broderie sur tissu et le travail du cuivre.
La ville est également connue pour la confection des gâteaux algériens. La culture ottomane a marqué de son empreinte la population locale. Parmi, les spécialités héritées des Turcs : Tcharak, Baklawa et Ktaif. Les gâteaux de Blida se distinguent également par leur forme artistique, la ville a connu ces derniers temps , une multiplication des commerces de pâtisserie traditionnelle.

### Sports
- Union sportive de la médina de Blida
- Association Sportive Mitidja de Blida
- Football Club Blidéen

| Club                                  | Installations           | Fondation | Football | Handball | Volley-ball | Basket-ball |
| ------------------------------------- | ----------------------- | --------- | -------- | -------- | ----------- | ----------- |
| Union sportive de la médina de Blida  | Stade de Brakni         | 1932      | 1        | ?        | 12          | 0           |
| Association Sportive Mitidja de Blida | Salle de Hocine Chalane | 2006      | 0        | 0        | 0           | 1           |

### Arrivées duTour d'Algérie
- 1929 :  François Adrien, Fares Laurent, Joseph Curtel, Adrien Allibert, Firas Benbrika, Ahmed Bouchkara, Edouard Rayen, Tarek Elsachi, René Bernard[43].
- 1951 :  Attilio Redolfi
- 2001 :  Abderahman Benslimani
- 2015 :  Adil Barbari
- 2016 :  Luca Wackermann

## Patrimoine
Le premier noyau urbain de la ville était structuré autour d’une mosquée implantée sur l’actuelle place du 1er novembre. Cet édifice religieux a été successivement transformé en caserne militaire, puis en hôpital, pour être reconvertie en église par la suite avant de finir comme école primaire. elle fut rasée par la suite pour aménager une place publique: La Place d’Armes. Deux autres établissements, un four et un hammam ont été bâties par une main d’œuvre recrutée auprès des réfugiés d’Andalousie venus d’Oliva.
Le tombeau de Sidi Ahmed El Kebir, situé dans le cimetière proche de la vallée de sus wlidi El Kébir à 3 km au sud de la ville, dans lequel sont enterrés le saint patron de Blida ainsi que ses deux fils.
Parmi les quatre mosquées dont disposait la ville avant la colonisation française, l’une est convertie au culte catholique, l'autre est transformée en caserne, les deux restantes laissées aux Musulmans. Les mosquées Ben Sâadoun (achevée à la fin du XIXe siècle) et Torki Hanafi (érigée en 1740), construites par les Turcs. La mosquée de Baba Mohamed qui se trouvait à l’entrée de Bab Dzair, fut transformée en une caserne militaire pour abriter les encadrons de l'armée coloniale.
Le quartier El Djoun ou douirette, est le plus vieux quartier de Blida, la plupart de ses demeures sont construites dans un style mauresque. Le quartier s'est sensiblement dégradé.

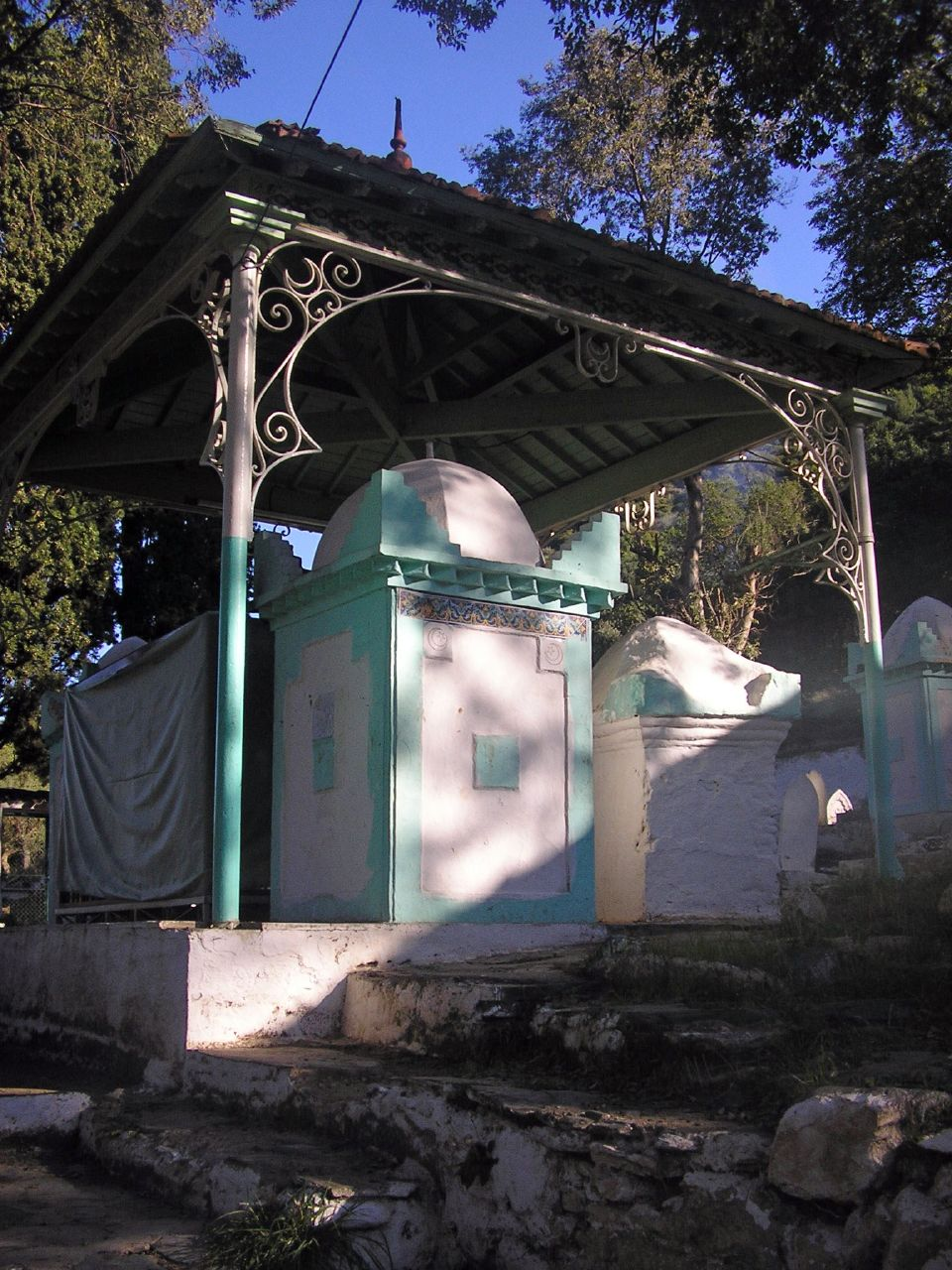
Tombeau de Sidi-Ahmed El-Kebir, fondateur de la ville.
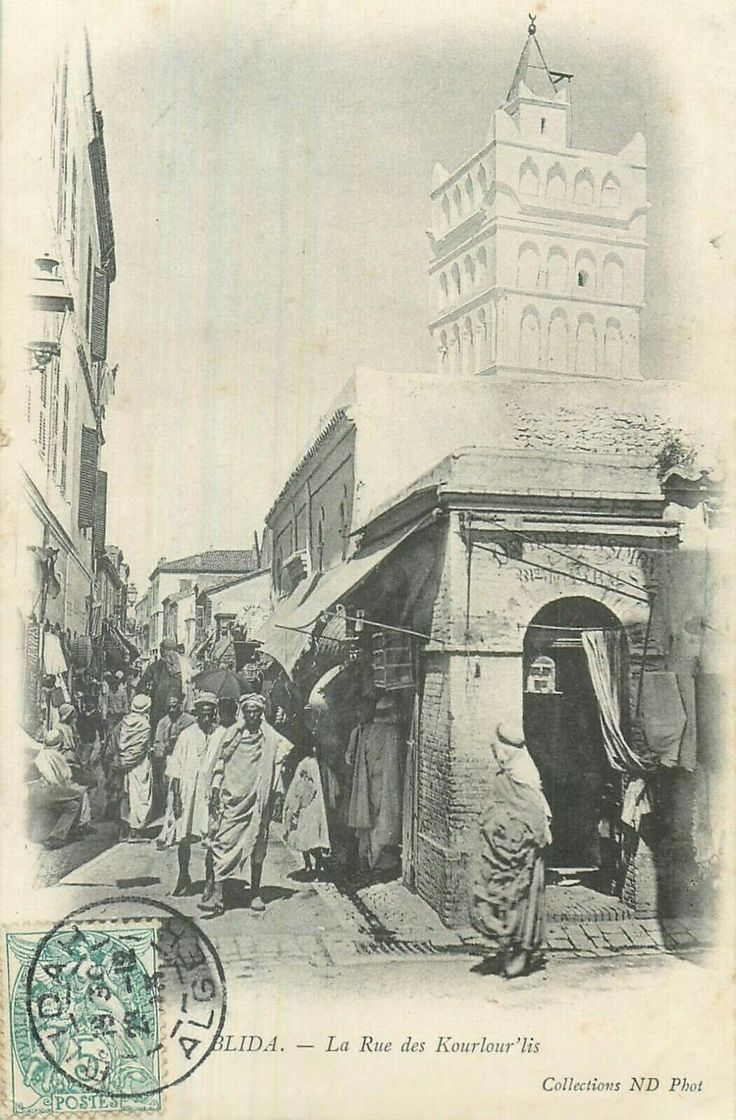
Mosquée Ibn Saadoun, Fin xvie siècle
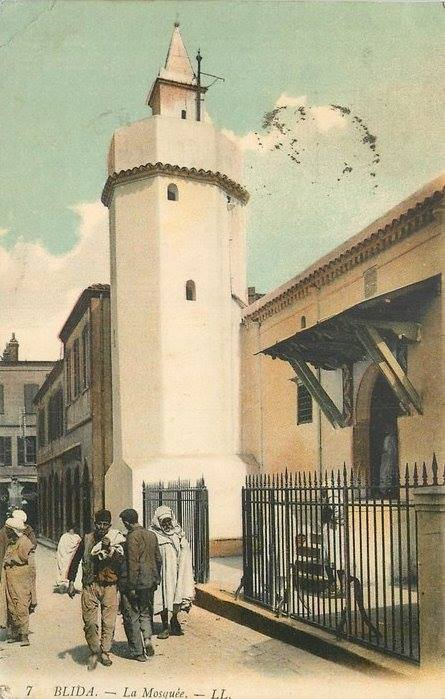
Mosquée El Hanafi, 1750
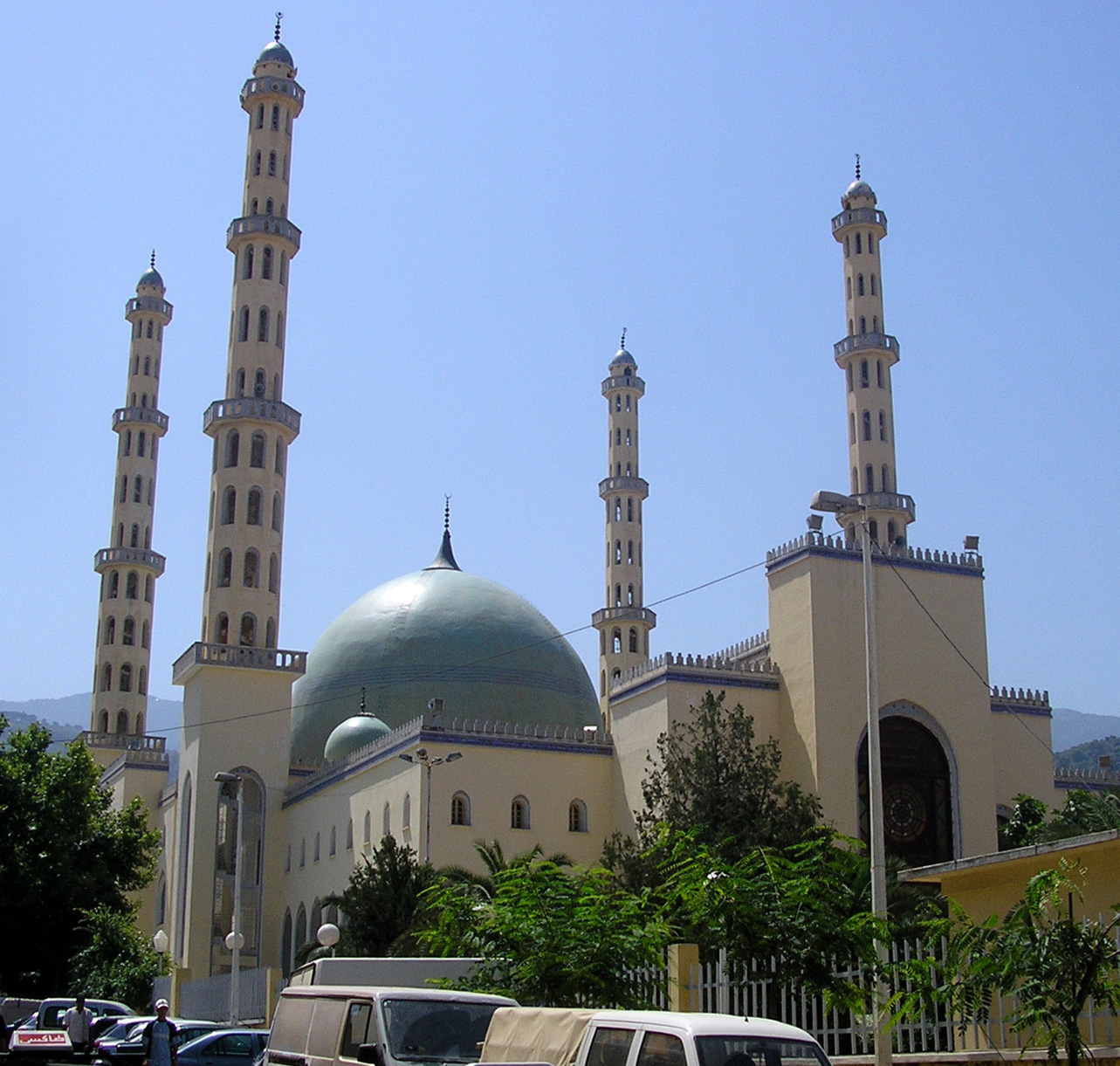
Mosquée Al-Kawthar, 1533 puis 1981.
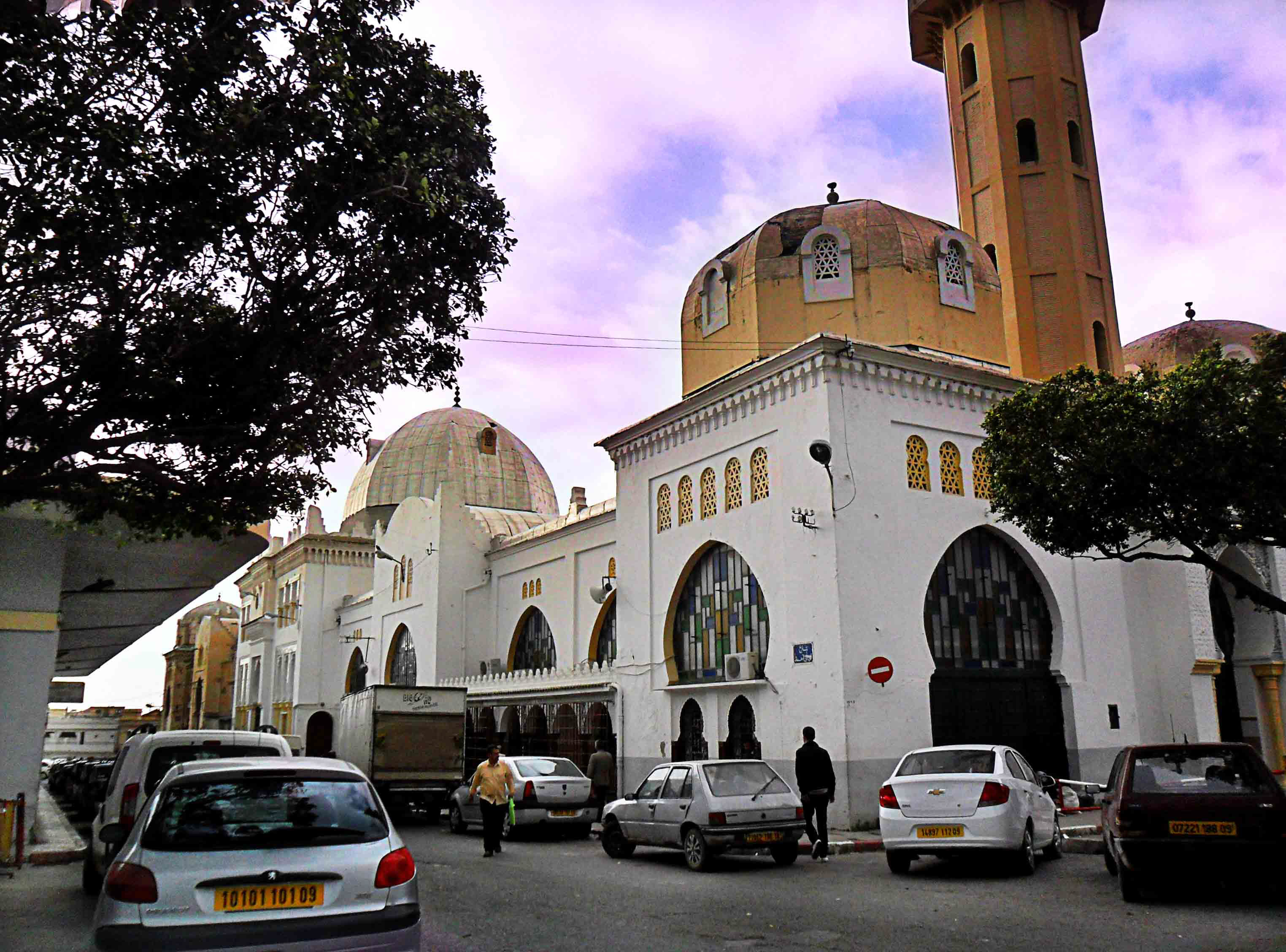
Mosquée El Badr ex-Halle aux tabacs 1912.

## Personnalités liées à la commune

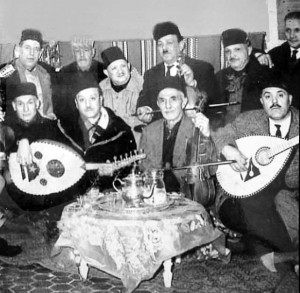
Orchestre-El-Sus de Blida, Mohamed Benguergoura, et Dahmane Ben Achour et Adrien Laurent

### Personnalités sportives
- Henri Salvano (1901-1964), footballeur international français, natif de Blida
- Armand Libérati (1923-2016), footballeur international français, natif de Blida
- Ahmed Bernou (1925-1990), footballeur algérien, natif de Blida
- Braham Brakni (1931-1957), footballeur international algérien, natif de Blida
- Abdelkader Mazouz (1932-1978), footballeur international algérien, natif de Lyon
- Abdelaziz Chekaïmi, est le premier arbitre international algérien, footballeur algérien, natif de Blida
- El Hadi Benturki (né en 1948), footballeur international algérien, natif de Blida
- Mustapha Sellami (né en 1950), footballeur international algérien, natif de Blida
- Nasreddine Akli (né en 1953), footballeur international algérien, natif de Blida
- Réda Zouani (né en 1968), footballeur international algérien, natif de Blida
- Billal Zouani (né en 1969), footballeur international algérien, natif de Blida
- Amine Tiza (né en 1990), footballeur algérien, natif de Blida.
- Abdelkader Bedrane (né en 1992), footballeur international algérien, natif de Blida

### Personnalités littéraires, culturelles et artistiques
- Victor Margueritte (1866-1942), romancier et auteur dramatique français, natif de Blida
- Elissa Rhaïs (1876-1940), auteur de romans et de nouvelles orientalistes, native de Blida
- El Hadj Mahfoud Mahieddine (1903-1979), musicien, y est né.
- Mohamed Touri (1914-1959), chansonnier et homme de théâtre algérien
- Keltoum (1916-2010), actrice
- Abderrahmane Aziz (1920-1992), chanteur algérien connue par Yakabaa Ya bit Rabi, enterré à Blida
- Jean Daniel (1920-2020), écrivain et journaliste français, natif de Blida
- Baya (1931-1996), peintre, a vécu et est morte à Blida
- Henri Atlan (né en 1931), médecin biologiste, philosophe et écrivain français, natif de Blida
- Georges Laffly (1932-2008), journaliste, critique littéraire et essayiste français, natif de Blida
- Rabah Driassa (né en 1934), chanteur algérien de musique populaire, natif de Blida
- Mohamed Mazouni (né en 1940), chanteur algérien, natif de Blida
- Valérie Boisgel (né en 1946), actrice et auteure française, native de Blida
- Shmuel Trigano (né en 1948), sociologue, philosophe et professeur des universités français, natif de Blida
- Frédéric Pieretti (né en 1954), réalisateur, producteur, acteur, éditeur et traducteur français, natif de Blida
- Farid Khodja (né en 1964), artiste-interprète algérien de musique andalouse, natif de Blida
- Amar Meriech (né en 1964), poète et journaliste algérien, natif de Blida
- Nassima Terfaya (née en 1965), écrivaine algérienne
- Souhila Bel Bahar (1934-2023), peintre algérienne
- Yasser Ameur, l'homme jaune, artiste peintre du mouvement pop art, natif de Blida[45]

### Personnalités politiques
- Gaston Eudoxe dit Ricci (1869-1952), avocat et maire de Blida, ville où il est mort.
- Pierre Népoty (1875-1929), haut fonctionnaire, y est né.
- Mahfoud Nahnah (1942-2003), homme politique algérien, natif de Blida.
- Djamila Bouazza en est originaire.

### Autres personnalités
- Pierre Poletti -1894-1971), résistant français, Compagnon de la Libération
- Jean Coulomb (1904-1999), géophysicien français, natif de Blida
- Mohamed Kouaci, (1922-1996), photographe et combattant de l'ALN
- Frantz Fanon (né en 1925 à Fort-de-France, Martinique et mort en 1961 à Bethesda, Maryland, États-Unis), essayiste et psychiatre martiniquais et algérien, médecin-chef d'une division de l'hôpital psychiatrique de Blida-Joinville, rebaptisé hôpital Frantz-Fanon après l'indépendance
- Abdennebi Benaissa (né en 1950), médecin neurochirurgien
- Mohamed Bourouissa (né en 1978), photographe, natif de Blida

## Blida dans les arts et la culture
- Atmani, chanteur, auteur-compositeur-interprète algérien d’expression kabyle s’installa pour quelques années à Blida.
- Théophile Gautier séjourna dans plusieurs villes algériennes, parmi elles, Blida. Il évoque cela dans plusieurs de ses écrits : Loin de Paris et Voyage pittoresque en Algérie (1845).
- Serge Lama évoque la ville dans sa chanson L'Algérie : « Du désert à Blida, c'est là qu'on est partis jouer les p'tits soldats ».
- La ville a donné son nom à un verre à champagne.